# Krasne (raión de Podilsk)
Krasne  (ucraniano: Красне) es una localidad del raión de Podilsk en el óblast de Odesa de Ucrania. Según el censo de 2001, tiene una población de 97 habitantes.